# Велоспорт на летней Универсиаде 2011
Соревнования по велоспорту на летней Универсиаде 2011 прошли с 13 по 20 августа 2011 года в Шэньчжэне (Китай), где было разыграно 16 комплектов наград. Состязания прошли в четырех видах: трековые и шоссейные гонки, маунтинбайк и ВМХ.

## Общий медальный зачёт
| Место | Страна           | Золото | Серебро | Бронза | Всего |
| ----- | ---------------- | ------ | ------- | ------ | ----- |
| 1     | Россия           | 7      | 7       | 2      | 16    |
| 2     | Китай            | 3      | 0       | 1      | 4     |
| 2     | Литва            | 3      | 0       | 1      | 4     |
| 4     | Швейцария        | 1      | 3       | 1      | 5     |
| 5     | Республика Корея | 1      | 2       | 3      | 6     |
| 6     | Украина          | 1      | 2       | 1      | 4     |
| 7     | Германия         | 0      | 1       | 1      | 2     |
| 8     | Эстония          | 0      | 1       | 0      | 1     |
| 9     | Франция          | 0      | 0       | 2      | 2     |
| 9     | Япония           | 0      | 0       | 2      | 2     |
| 11    | Бельгия          | 0      | 0       | 1      | 1     |
| 11    | Чехия            | 0      | 0       | 1      | 1     |
| Всего | Всего            | 16     | 16      | 16     | 48    |

## Велотрек
| Дисциплина                                                      | Золото                   | Золото        | Серебро                        | Серебро  | Бронза                   | Бронза                       |
| --------------------------------------------------------------- | ------------------------ | ------------- | ------------------------------ | -------- | ------------------------ | ---------------------------- |
| Гит на 500 м. Женщины Отчёт                                     | Гун Цзиньцзе Китай       | 34,910 (UR)   | Любовь Шулика Украина          | 34,985   | Виктория Баранова Россия | 34,996                       |
| Гонка преследования. 4000 м. Мужчины Отчёт (недоступная ссылка) | Сергей Шилов Россия      | 4.30,927      | Артур Ершов Россия             | 4.33,128 | Чан Сонджэ Южная Корея   | 4.26,229 (в дуэли за бронзу) |
| Гонка преследования. 3000 м. Женщины Отчёт                      | Вилия Серекайте Литва    | 3.36,944 (UR) | Леся Калитовская Украина       | 3.40,068 | Светлана Галюк Украина   | 3.41,003                     |
| Спринт. Мужчины Отчёт (недоступная ссылка)                      | Денис Дмитриев Россия    |               | Павел Якушевский Россия        |          | Чжан Мяо Китай           |                              |
| Спринт. Женщины Отчёт (недоступная ссылка)                      | Го Шуан Китай            |               | Виктория Баранова Россия       |          | Вирджиния Кафф Франция   |                              |
| Гонка по очкам, 30 км. Мужчины Отчёт (недоступная ссылка)       | Артур Ершов Россия       | 47 очков      | Бернхард Оберхольцер Швейцария | 36       | Чхве Сынъу Южная Корея   | 26                           |
| Гонка по очкам, 20 км. Женщины Отчёт (недоступная ссылка)       | Леся Калитовская Украина | 40 очков      | Анастасия Чулкова Россия       | 37       | Минами Увано Япония      | 26                           |
| Кейрин. Мужчины Отчёт (недоступная ссылка)                      | Чжан Мяо Китай           |               | Павел Якушевский Россия        |          | Флориан Верней Франция   |                              |

## Шоссейные гонки
| Дисциплина                                                 | Золото                                                        | Золото   | Серебро                  | Серебро  | Бронза               | Бронза   |
| ---------------------------------------------------------- | ------------------------------------------------------------- | -------- | ------------------------ | -------- | -------------------- | -------- |
| Групповая гонка. 156,8 км. Мужчины Отчёт                   | Бернхард Оберхольцер Швейцария                                | 3:50.22  | Патрик Шеллинг Швейцария | 3:50.22  | Гэнки Ямамото Япония | 3:50.46  |
| Групповая гонка. 122 км. Женщины Отчёт                     | Ку Сонгын Южная Корея                                         | 3:31.42  | Сон Хиджон Южная Корея   | 3:31.42  | Анне Арнаутс Бельгия | 3:31.42  |
| Командная гонка. 50 км. Мужчины Отчёт (недоступная ссылка) | Россия Сергей Шилов Валерий Кайков Артур Ершов Максим Козырев | 55.10,92 | Германия                 | 57.55,77 | Южная Корея          | 58.34,19 |
| Командная гонка. 30 км. Женщины Отчёт (недоступная ссылка) | Литва                                                         | 39.40,79 | Южная Корея              | 40.26,37 | Германия             | 41.04,07 |

## Маунтинбайк
| Дисциплина                         | Золото                  | Золото  | Серебро                   | Серебро          | Бронза                | Бронза  |
| ---------------------------------- | ----------------------- | ------- | ------------------------- | ---------------- | --------------------- | ------- |
| Мужчины Отчёт (недоступная ссылка) | Павел Прядеин Россия    | 1:12.24 | Сильвео Буессер Швейцария | отставание 01.47 | Худечек Юрий Чехия    | + 02.17 |
| Женщины Отчёт (недоступная ссылка) | Ксения Кириллова Россия | 1.30,36 | Маарис Майер Эстония      | отставание 01.47 | Милания Гей Швейцария | + 07.21 |

## ВМХ
| Дисциплина                         | Золото                  | Золото | Серебро                    | Серебро | Бронза                    | Бронза |
| ---------------------------------- | ----------------------- | ------ | -------------------------- | ------- | ------------------------- | ------ |
| Мужчины Отчёт (недоступная ссылка) | Евгений Клещенко Россия | 31,654 | Кирилл Яшкин Россия        | 32,587  | Таутвидас Бикиниус Литва  | 32,731 |
| Женщины Отчёт (недоступная ссылка) | Вилма Римшайте Литва    | 37,400 | Марина Бесхмельнова Россия | 39,275  | Маргарита Ломакова Россия | 39,797 |

## Ссылка
- Турнир по велоспорту на сайте Универсиады 2011  (англ.)